# Theater am Turm

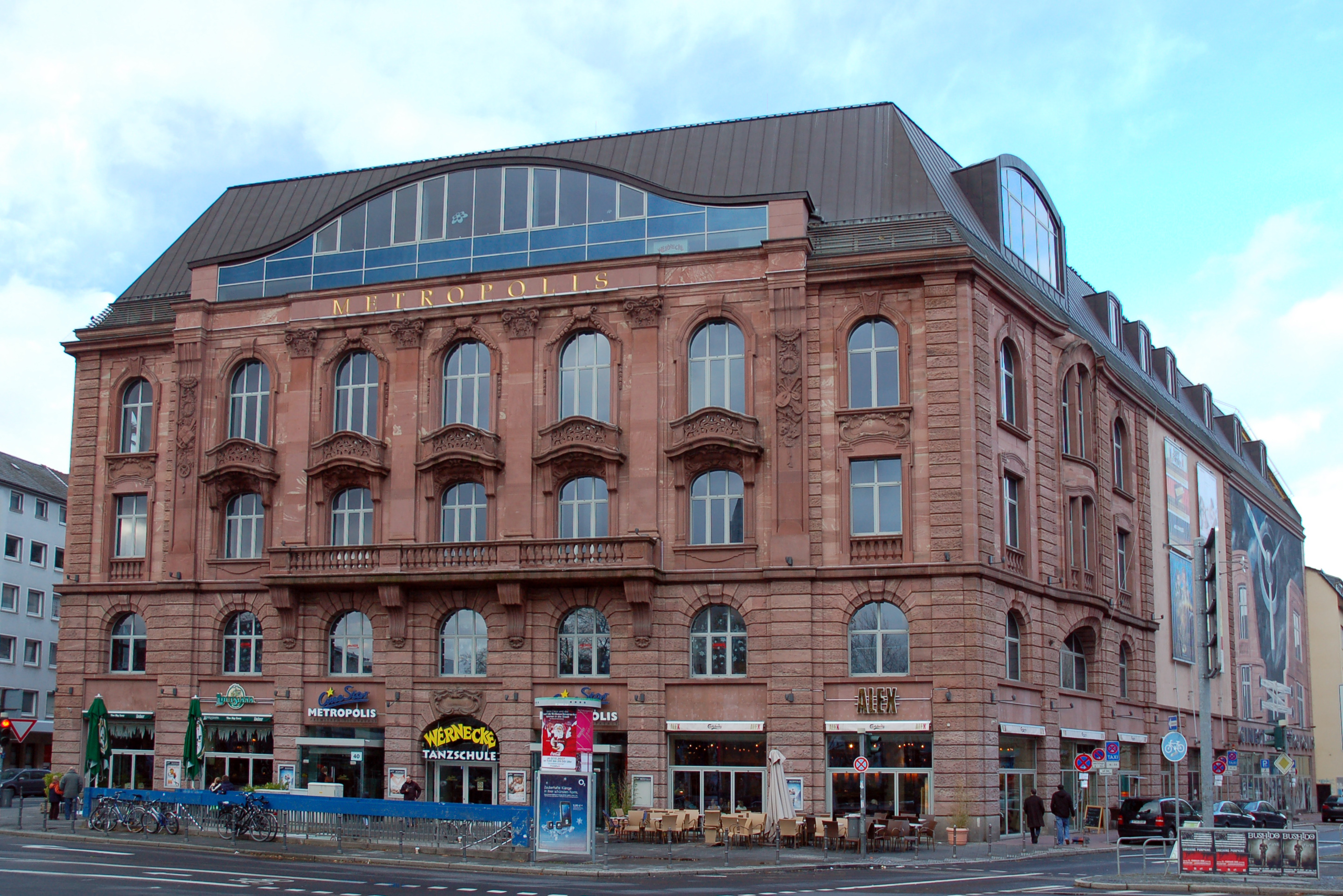
Le Volksbildungsheim (après la reconstruction).

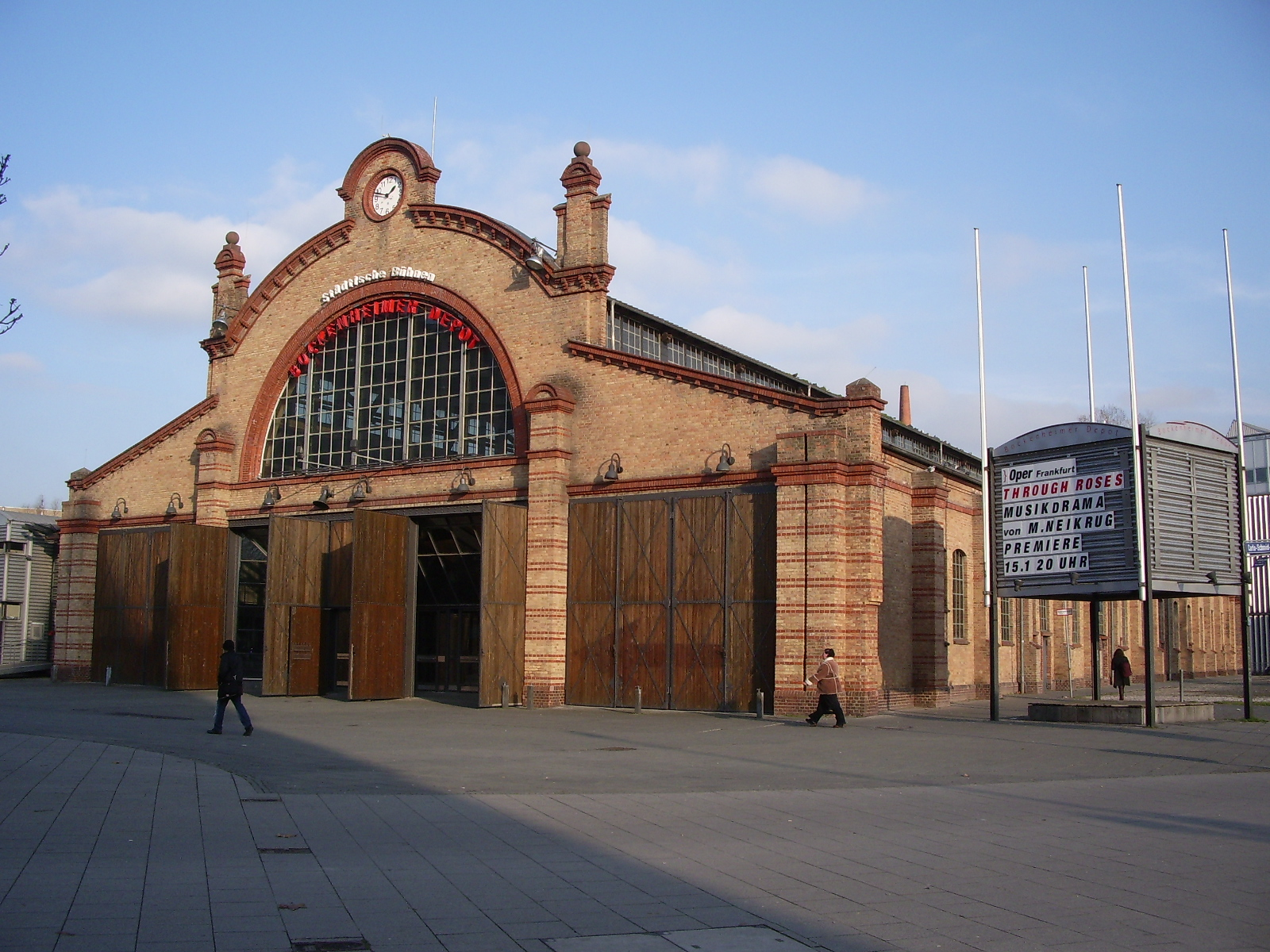
Le dépôt de Bockenheimer, où le TAT a joué de 1995 à 2004.

Le Theater am Turm (TAT en abrégé) était de 1956 à 2004 un théâtre urbain à Francfort-sur-le-Main. 
La troupe a été fondée en 1953 sous le nom de Landesbühne Rhein-Main par le Frankfurter Bund für Volksbildung. Le nom Theater am Turm provient de la Eschenheimer Turm, une tour des anciennes fortifications de la ville de Francfort. 

## Déménagement au dépôt de Bockenheimer
Avec la conversion de la Volksbildungsheim en un grand cinéma, le Metropolis, le théâtre a été transféré en 1995 au dépôt de Bockenheimer, situé à côté du Bockenheimer Warte.   
Au même moment, le TAT est devenu une division du Städtische Bühnen. Plusieurs fois, il a échappé à la fermeture au cours des années suivantes. Les subventions, qui étaient réduites de plus en plus, ont abouti à la fermeture à la fin mai 2004. 